# Comté de Campbell (Kentucky)
Pour les articles homonymes, voir Comté de Campbell.
Le Comté de Campbell est un comté de l'État du Kentucky, aux États-Unis. Le comté possède deux sièges : Alexandria et Newport. La plus grande ville est Fort Thomas.

## Histoire
Le Comté de Campbell a été fondé le 17 décembre 1794, soit deux ans après la création du Commonwealth du Kentucky, devenant le 19e comté de l'État. À l'origine, le comté incluait intégralement les comtés actuels de Boone, Kenton, Pendleton, ainsi que la majeure partie des comtés de Bracken et Grant